# Abadia de les Dames
L'abadia de les Dames és una de les dues grans abadies de Caen. L'església abacial de la Trinitat acull la tomba de Matilde de Flandes des de 1083, perquè Matilde era l'esposa de Guillem el Conqueridor. Des de 1986, és la seu del Consell Regional de la Baixa Normandia.

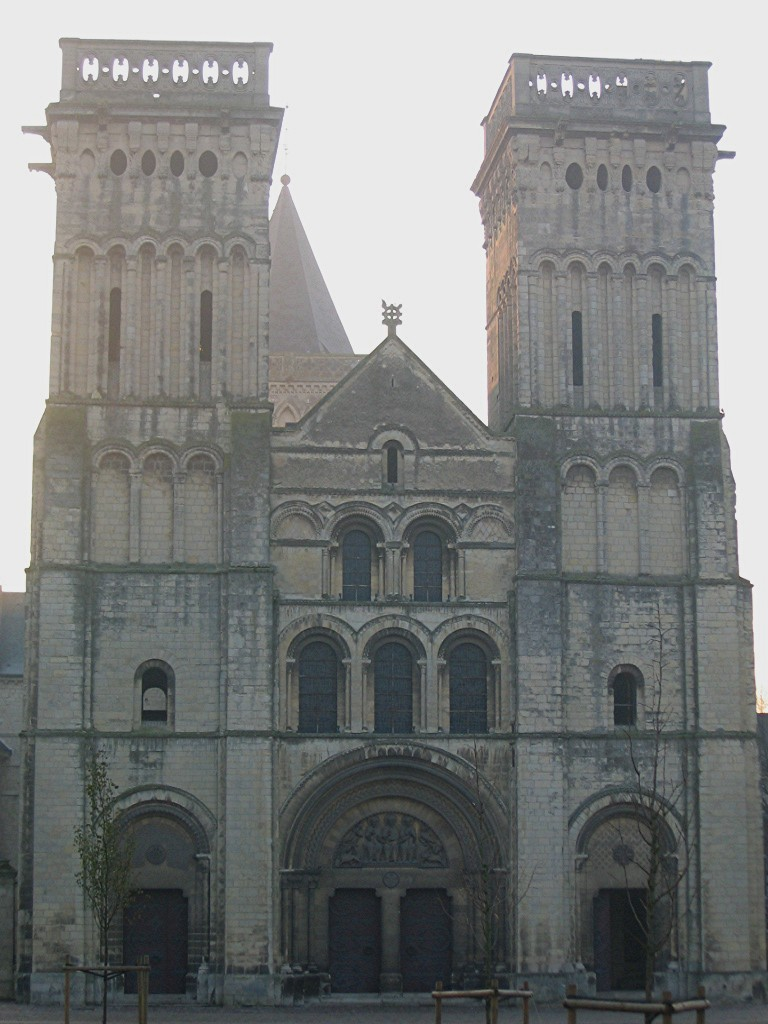
Façana de l'església abacial de la Trinitat, Caen

## Història
El 1059, Guillem el Conqueridor i la seva esposa Matilde de Flandes funden a Cauen dues abadies benedictines: l'abadia dels Homes, dedicada a sant Esteve, i l'abadia de les Dames, consagrada a la Santíssima Trinitat. Els treballs a l'església de l'abadia de les Dames es van iniciar el 1062 i van finalitzar el 1130. Les obres es van iniciar per l'absis en el segle xi, i s'afegiren amb posterioritat els boterells en l'exterior per al reforç de l'edifici.
Matilde morí l'any 1083, i la seva tomba continua situada en el cor de l'església.
Durant la Revolució francesa, les religioses van ser expulsades de l'abadia el 1791, per tornar el 1820 -quan l'abadia es convertí en «hospital»- i hi continuaren fins a 1980. El 1865, l'església de l'abadia va passar a ser l'església parroquial del barri i fou profundament restaurada. Durant el segle xviii, la volta va ser demolida per ser novament reconstruïda. En el segle xix, la façana i les torres van ser objecte d'una reconstrucció integral.
Al juny de 1944, durant la batalla de Normandia i la batalla de Caen, l'església i l'abadia van quedar relativament a resguard dels bombardejos, encara que la ciutat va quedar en la seva major part arrasada. Una última restauració de l'interior de l'església va tenir lloc entre 1990 i 1993.

## Galeria d'imatges

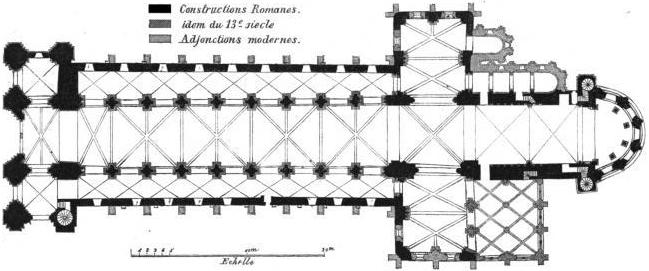
Plànol de l'abadia el 1863

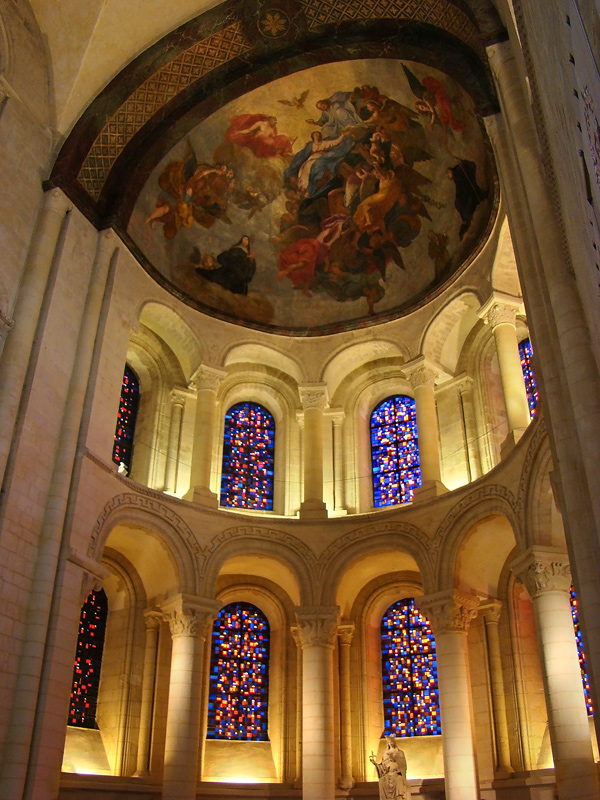
Absis de l'antiga església abacial
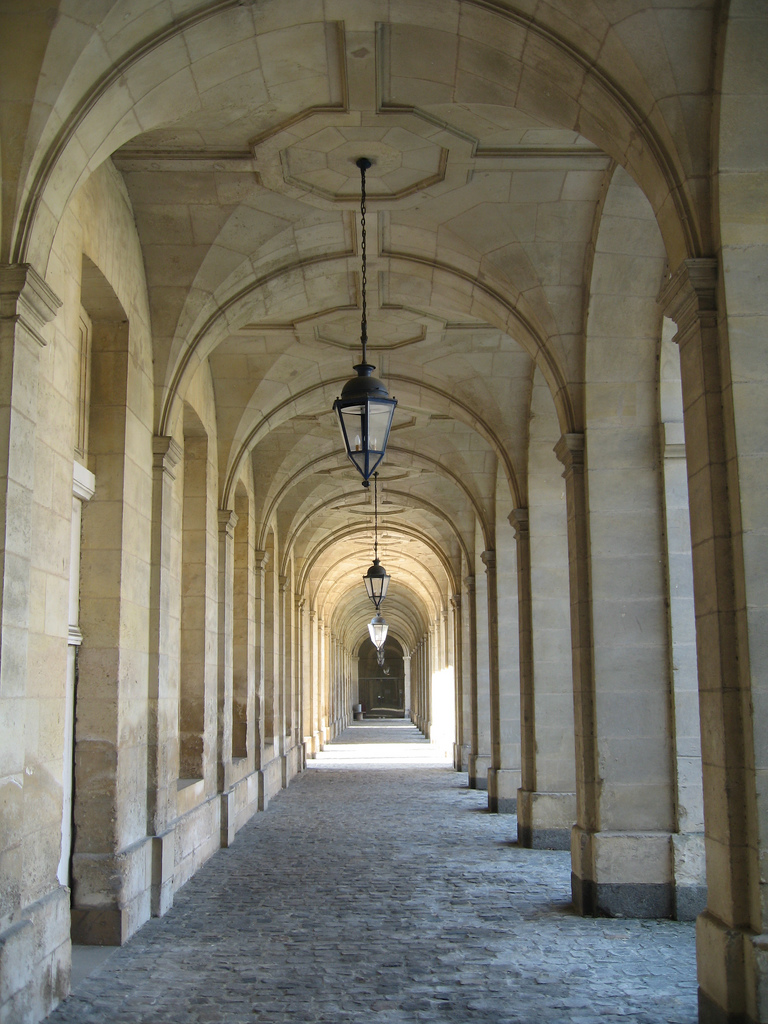
Pòrtic de l'Hôtel-Dieu
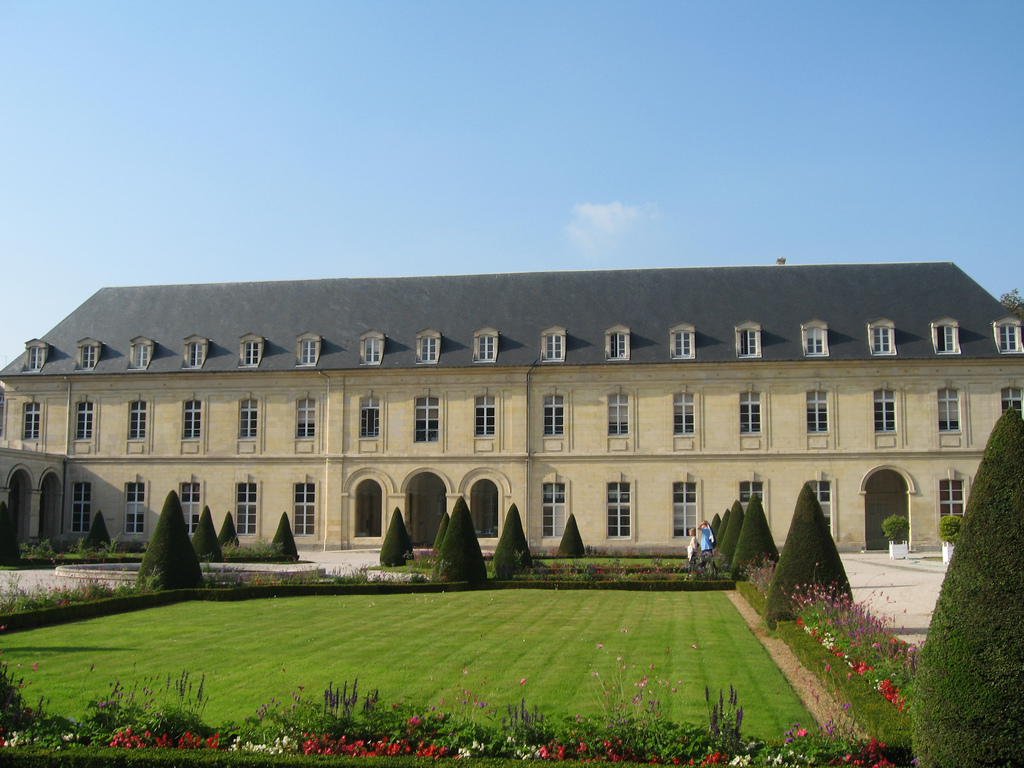
Pavelló Sainte-Anne

## Arquitectura
La nau està vorejada per arcades amb arcs de mig punt, amb una galeria superposada (trifori) que serveix com a suport a un arc ogival. És, de fet, el primer arc ogival construït a Normandia, i data de 1130.
El transsepte en el centre de l'església conté l'altar. El transsepte nord és d'estil romànic, i s'obre cap a un petit absis (la capella del Santíssim Sagrament) que acull el tabernacle. El transsepte sud presenta columnes gòtiques integrades en la decoració romànica.
El cor finalitza en un absis guarnit per quatre columnes i per una galeria decorada per animals fantàstics.
Existeix igualment una cripta amb nombroses columnes.

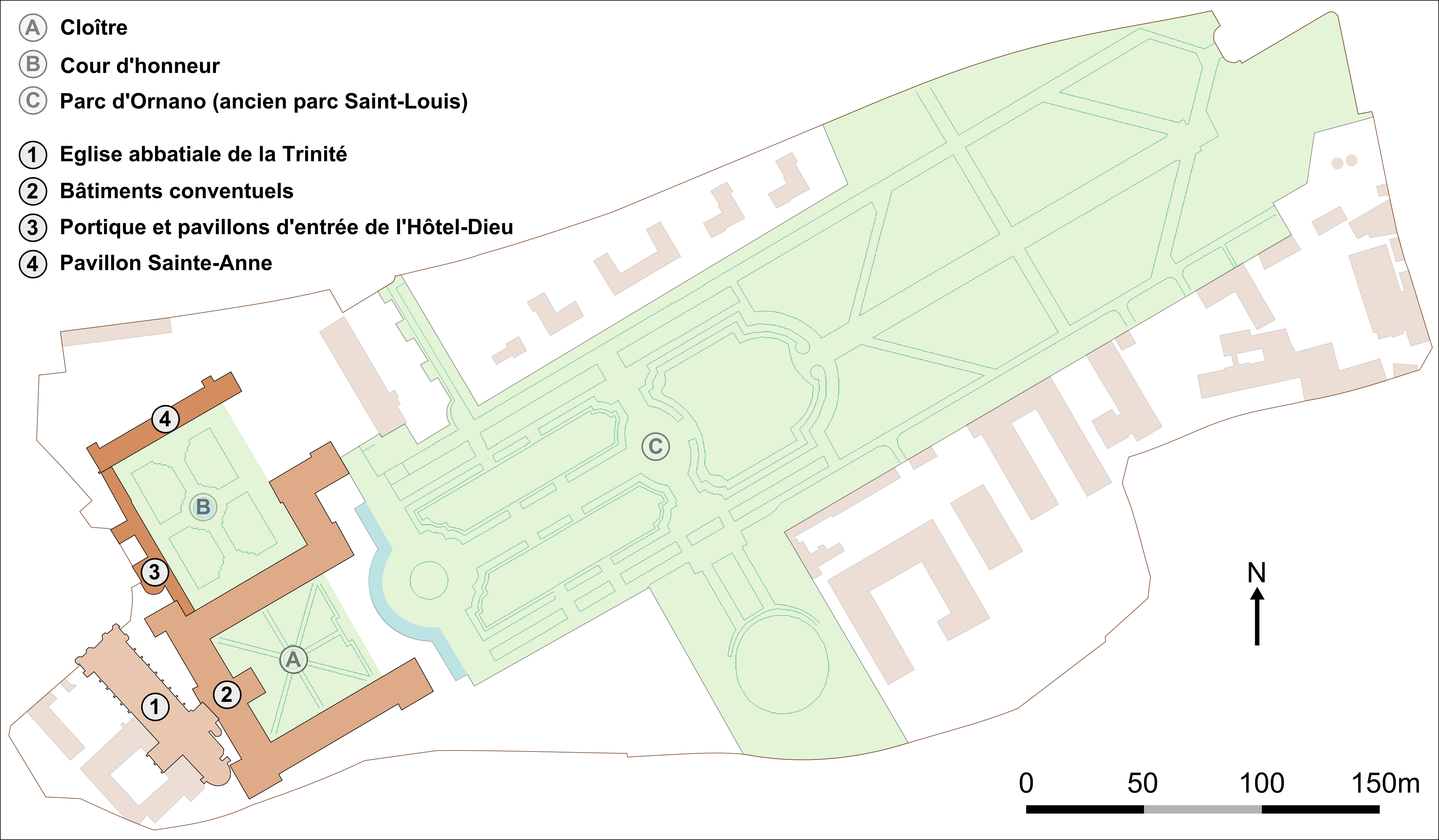
Plànol de l'abadia el 2008

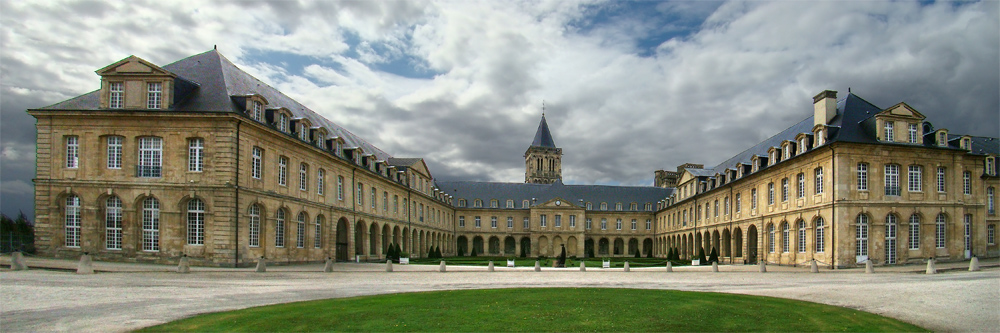
Els bastiments conventuals al voltant del claustre